# Olduvaiano
"Olduvaiano" è una definizione antropologica che indica un complesso industriale di produzione di strumenti di pietra risalente al paleolitico inferiore, che prende il nome dal sito archeologico della gola di Olduvai in Tanzania, e che precede l'Acheuleano.

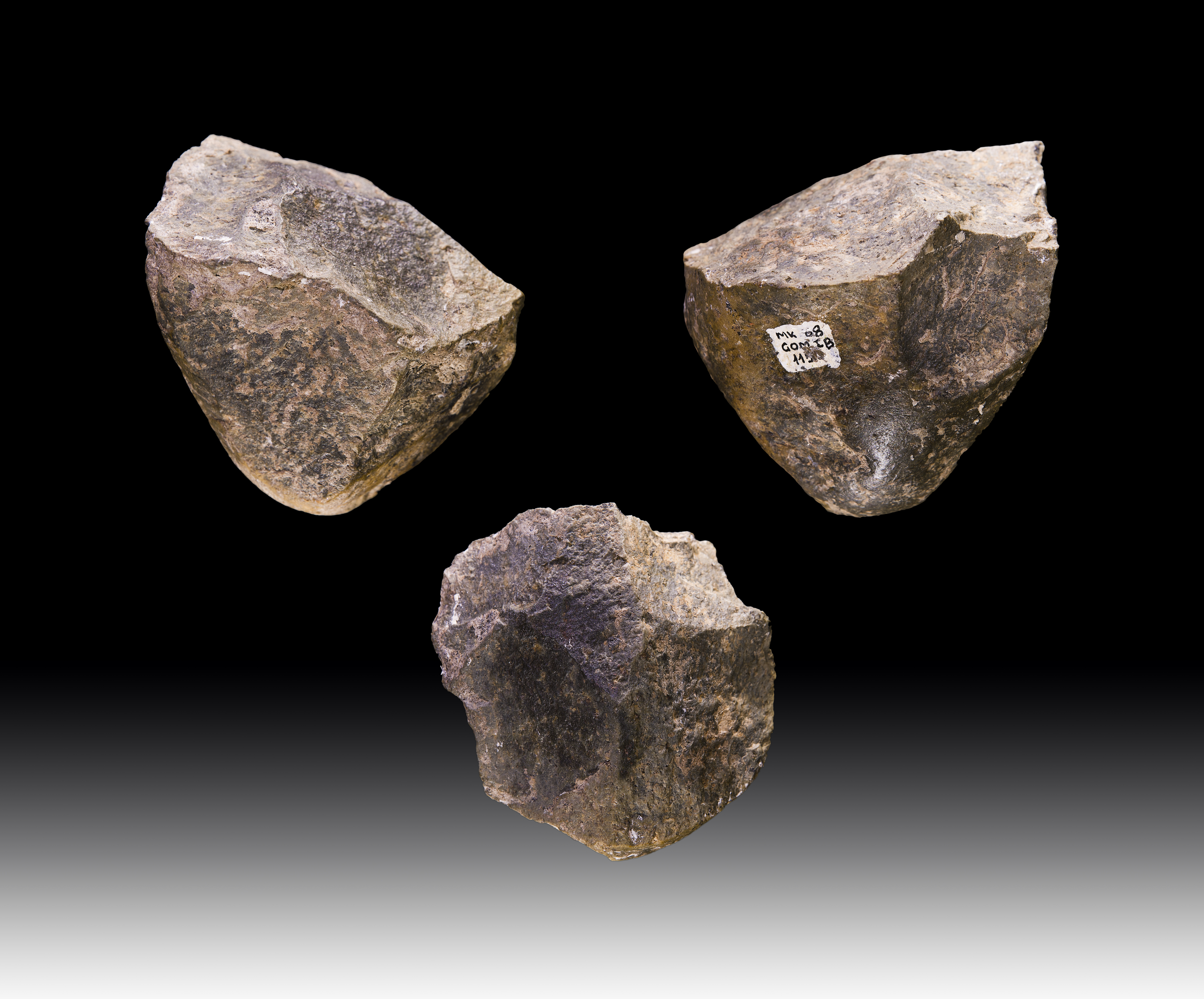
Chopper Olduvaiano

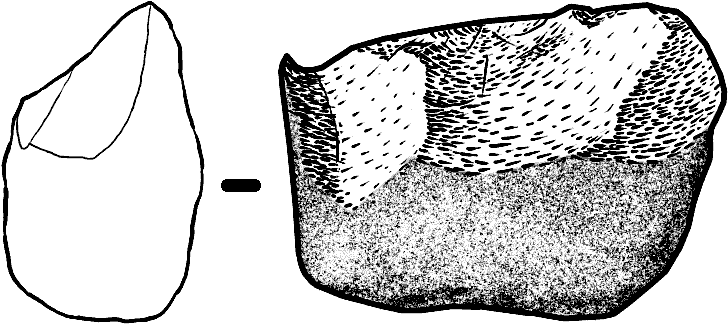
Chopper con margine semplice.

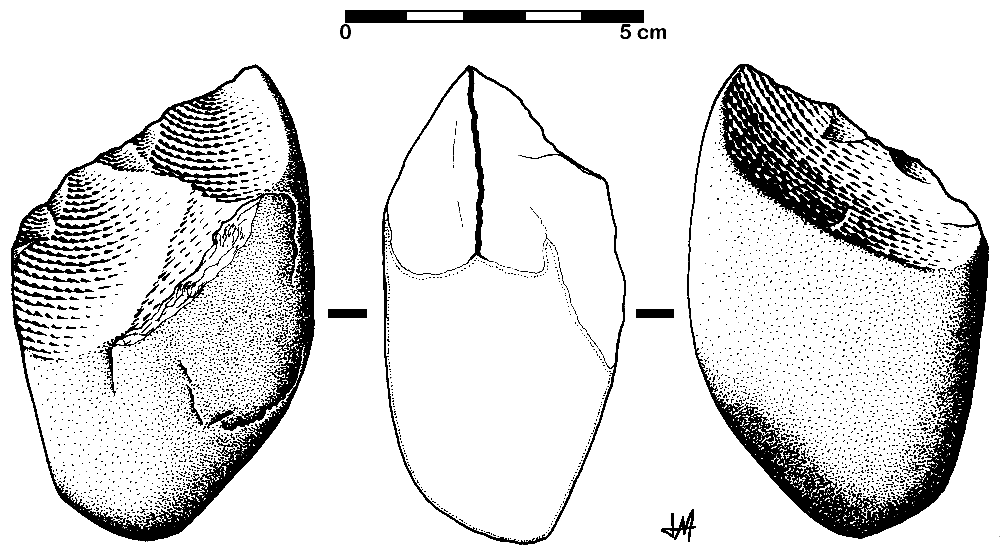
Lavorazione del chopper.

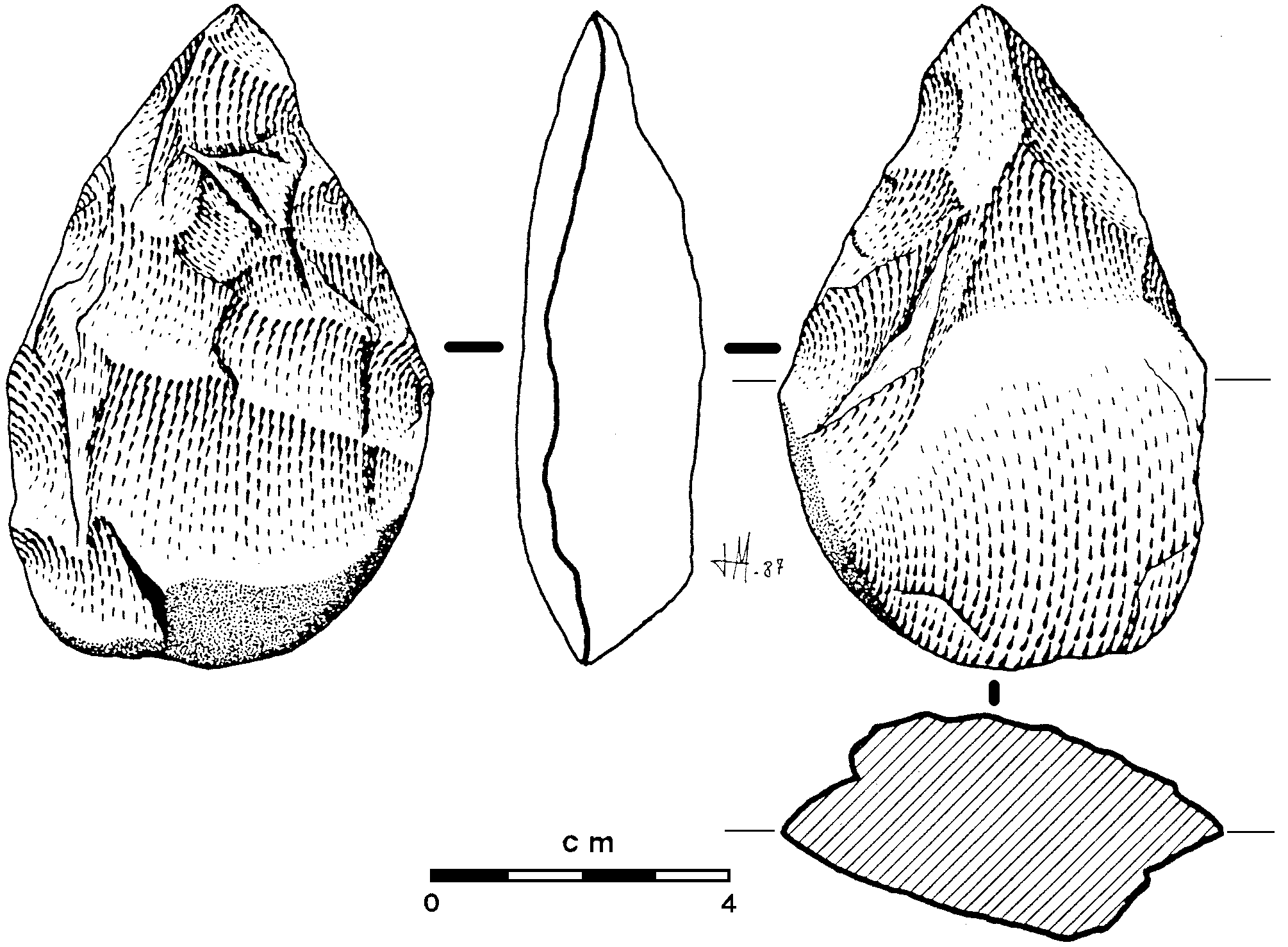
Pietra lavorata su entrambe le facce non rifinita.

## Descrizione
Il termine Olduvaiano deriva dal sito della gola di Olduvai in Tanzania, dove i primi utensili in pietra Olduvaiani furono scoperti dall'archeologo Louis Leakey negli anni '30. Tuttavia gli archeologi e paleoantropologi contemporanei preferiscono usare il termine Manufatto di Modo 1 per designare le più antiche industrie di utensili in pietra caratterizzate dalla produzione di chopper e bifacciali, e Manufatto di Modo 2 per designare utensili  litici a forma di mandorla, e lavorati su due lati in modo simmetrico, e così via. 
Questo perchè, la classificazione ideata da Mary Leakey si basa sull'utilizzo del manufatto, non sempre facilmente determinabile e perciò presunto; per ovviare a questa indeterminatezza le classificazioni più recenti si basano principalmente sulla manifattura, sulle tecnologie utlizzate per la produzione dei manufatti litici. 
Attualmente si ritiene che la produzione olduvaiana interessi diverse specie ominine, anche se i ritrovamenti del sito archeologico di Nyayanga in Kenya, hanno portato gli studiosi a ritenere che gli strumenti propri dell'olduvaiano potessero essere, se non prodotti, quantomeno utilizzati anche dai Paranthropus. Gli studiosi invece non sono concordi nel riconoscere gli artefici dei più antichi manufatti di pietra.
I manufatti litici olduvaiani erano semplici, solitamente ricavati scheggiando pietre tramite tecniche per percussione o per pressione. In Africa, dove sono state trovate le più antiche evidenze di questa industria, utensili olduvaiani realizzati durante un periodo che va da 2,8 milioni di anni fa fino ad almeno 1,7 milioni di anni fa, in seguito ai ritrovamenti realizzati nel sito archeologico di Nyayanga in Kenya.
Scavi più recenti condotti in Europa, come ad esempio nei siti italiani di Pirro Nord sul Gargano,  Ca' Belvedere in Romagna, La Pineta di Isernia, hanno portato alla luce sedimenti litici attribuiti al Modo 1, o olduvaiani, amplinado così l'areale di questa cultura, con una sequenza temporale più recente.
Alla fase più antica succede una fase evoluta, caratterizzata da choppers evoluti, che preannunciano i bifacciali e gli hacheraux dell'Acheuleano. Su questa base tipologica, gran parte degli autori sostiene la derivazione dell'Acheuleano dell'Africa dall'Olduvaiano, tesi rafforzata dal ritrovamento di giacimenti dell'Africa orientale, nei quali è documentata la sequenza Olduvaiano-Acheuleano.

## Diffusione
- Gola di Olduvai in Tanzania, che ha dato il nome a questa cultura, i cui reperti litici sono datati a 2,5 milioni di anni dal presente (BP - Before Present in inglese), dove è stato scoperto un esemplare di Australopithecus boisei.
- Nyayanga in Kenya, dove sono stati ritrovati manufatti litici olduvaiani datati a 2,8 milioni di anni BP, sono stati trovati due denti riferibili ad individui del genere Paranthropus[3].
- Ad Aïn Hanech in Algeria, oltre una ventina di ossa animali mostrano evidenti segni di macellazione prodotti da manufatti litici, datati a 1,77 milioni di anni BP[6], e nel vicino sito di Aïn Boucherit, dove gli strumenti litici ritrovati sono stati datati a 2,4 milioni di anni BP.[7]

Se prima dei ritrovamenti dei reperti di Aïn Boucherit in Algeria, datati a 2,4 milioni di anni fa, gli studiosi erano generalmente concordi nel ritenere che la cultura Olduvaiana si fosse formata nell'Africa orientale circa 2,8 milioni di anni fa, e da qui si fosse quindi diffusa verso il nord Africa, sulla base dei ritrovamenti nel sito di Aïn Hanech, in Algeria, dove erano stato scoperti reperti datati a 1,77 milioni di anni fa, oggi si discute se per l'Olduvaiano sia possibile continuare a ipotizzare l'esistenza di un unico centro di iradiazione, o se si debba invece indagare sulla possibilità che in effetti si tratti di due distinte facies culturali.
In diversi siti italiani, i manufatti litici sono stati classificati come appartenenti al Modo 1, e datati ad un periodo che va dal 1,5 milioni di anni BP di Pirro Nord sul Gargano, agli 800 000 anni BP di La Pineta di Isernia.

### Libri
- (EN) Schick, Kathy D. e Toth, Nicholas, Making Silent Stones Speak: Human Evolution And The Dawn Of Technology, Simon & Schuster, 1993, ISBN 0671875388.
- Binford, Lewis, Searching for Camps and Missing the Evidence: Another Look at the Lower Paleolithic, in The Pleistocene Old World. Interdisciplinary Contributions to Archaeology, Springer, 1987, ISBN 978-1-4613-1817-0.

### Riviste
- (EN) Semaw S, Rogers MJ, Simpson SW, Levin NE, Quade J, Dunbar N, McIntosh WC, Cáceres I, Stinchcomb GE, Holloway RL, Brown FH, Butler RF, Stout D e Everett M., Co-occurrence of Acheulian and Oldowan artifacts with Homo erectus cranial fossils from Gona, Afar, Ethiopia, in Science advanced, vol. 6, n. 6, 2020, DOI:10.1126/sciadv.aaw4694. URL consultato il 18 luglio 2025.